# Ficus polyantha
Ficus polyantha är en mullbärsväxtart som beskrevs av Otto Warburg. Ficus polyantha ingår i släktet fikonsläktet, och familjen mullbärsväxter. Inga underarter finns listade i Catalogue of Life.